# Клисура
Клисура (болг. Клисура) — город в Болгарии. Находится в Пловдивской области, входит в общину Карлово. Население составляет 930 человек (2022).

## Политическая ситуация
В местном кметстве Клисура, в состав которого входит Клисура, должность кмета (старосты) исполняет Геца Христова Стефанова (коалиция в составе 4 партий: Политический клуб «Экогласность», Земледельческий союз Александра Стамболийского (ЗСАС), Движение за социальный гуманизм (ДСХ), Болгарская социалистическая партия (БСП)) по результатам выборов правления кметства.
Кмет (мэр) общины Карлово — Найден Христов Найденов (коалиция партий: Болгарская социалистическая партия (БСП), Земледельческий союз Александра Стамболийского (ЗСАС), Болгарская социал-демократия, Движение за социальный гуманизм, Политический клуб «Экогласность», Политический клуб «Фракия») по результатам выборов.

## Галерея

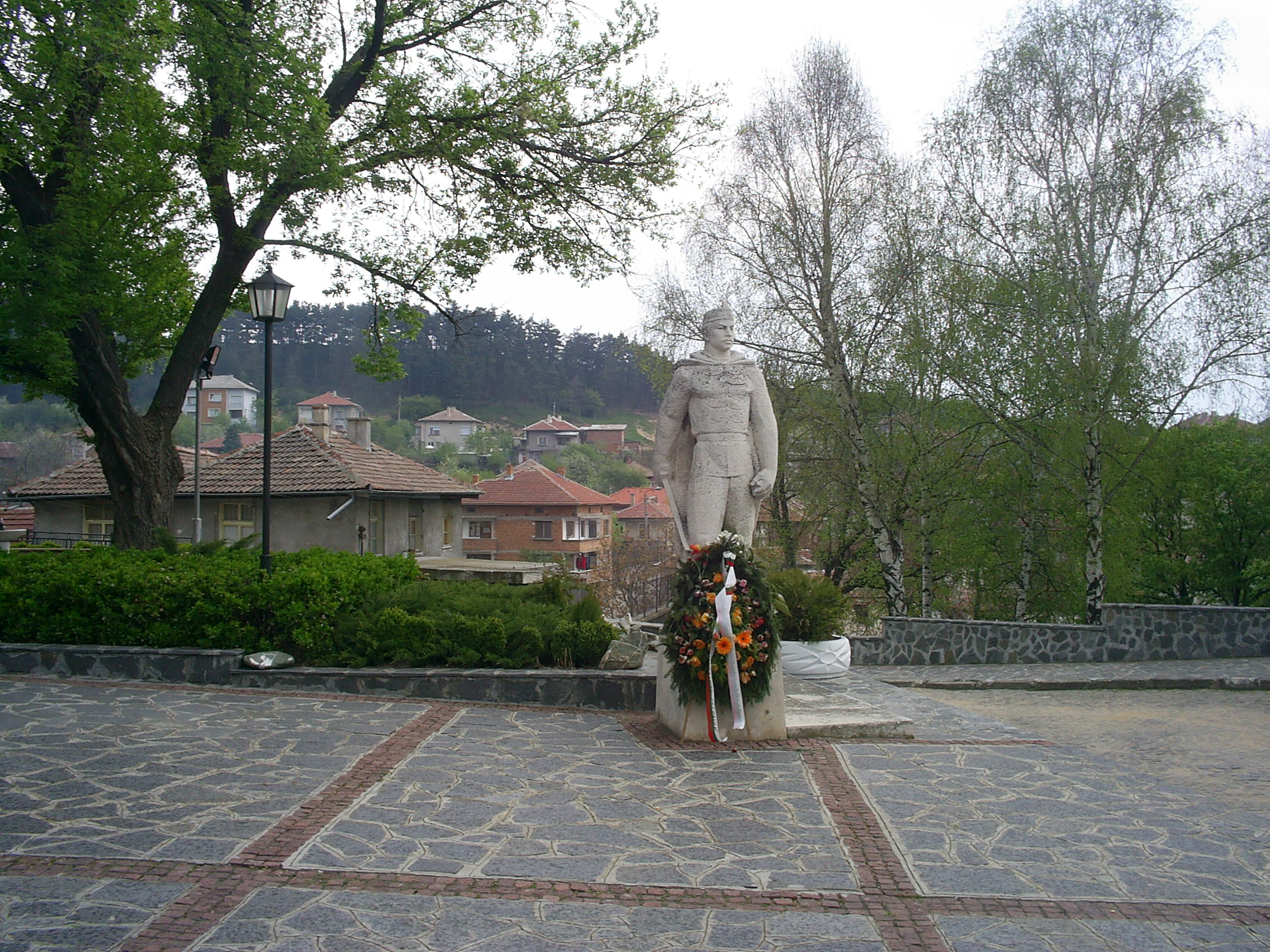
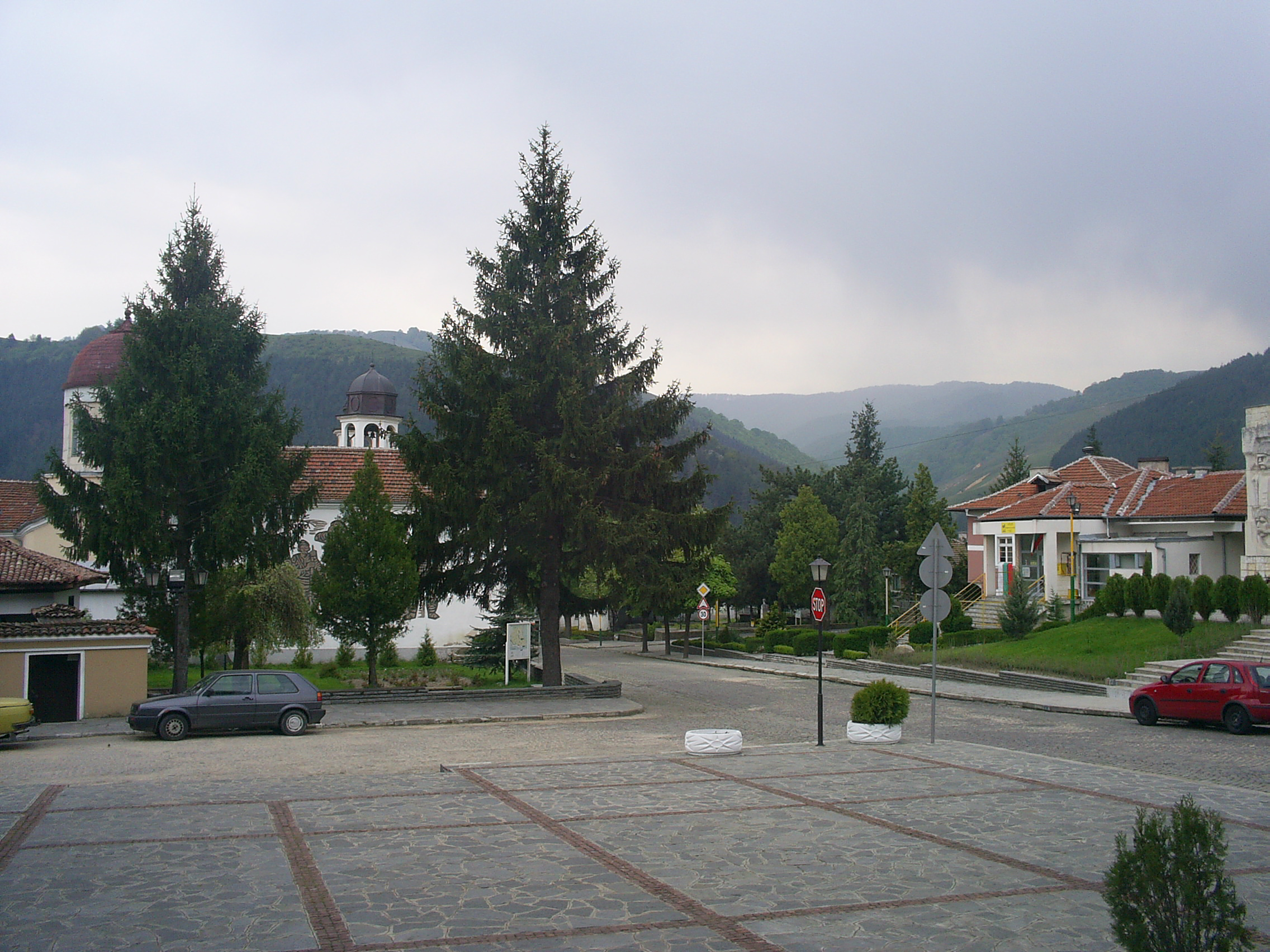
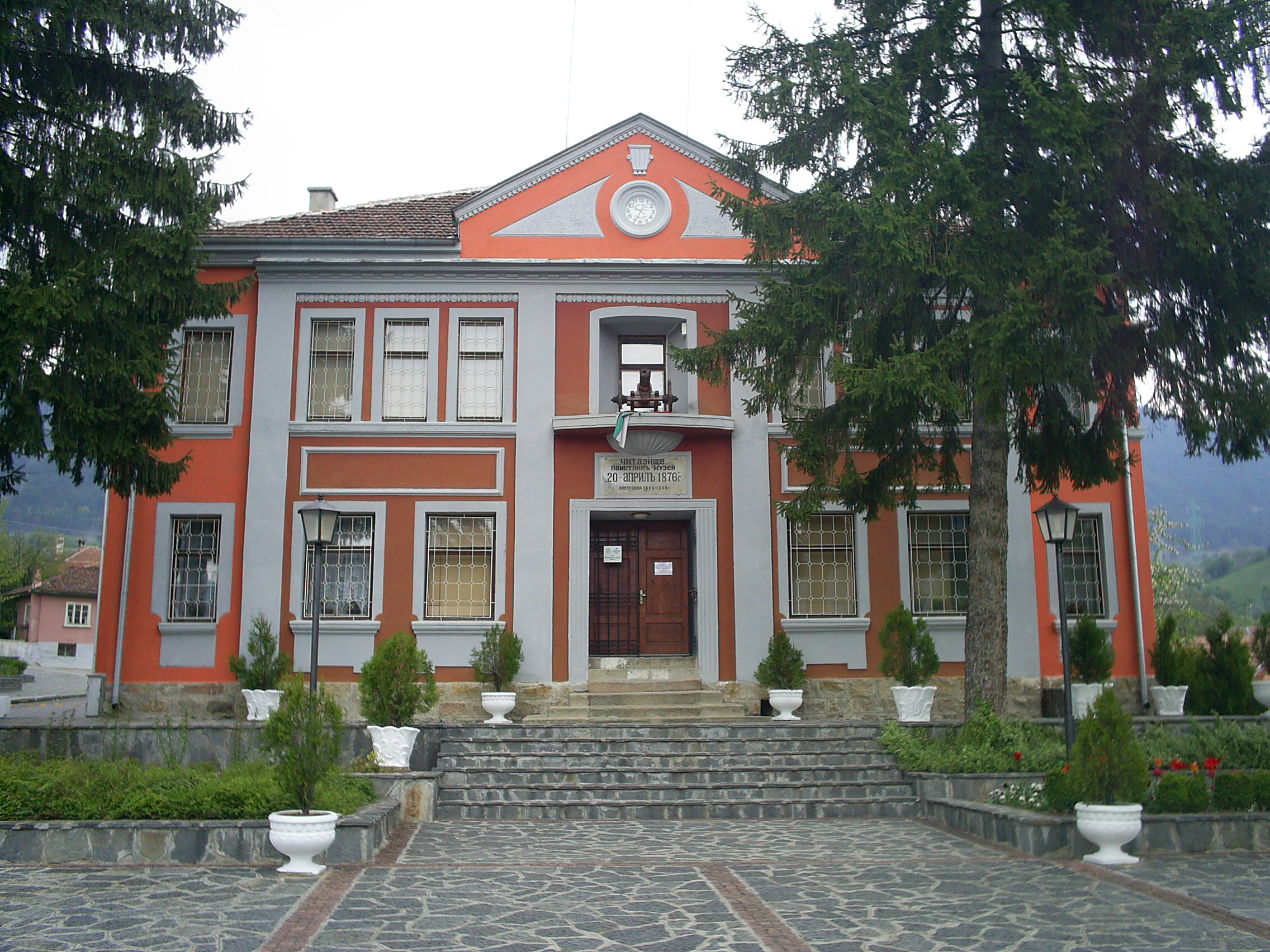